# Lel (Gott)
Lel ist eine slawische mythologische Figur. Er wird im 15. Jahrhundert von Jan Długosz und in der Chronica Polonorum des Krakauer Gelehrten Matthias von Miechow von 1519 erwähnt und als Sohn der Göttin Lada und Bruder des Polel vorgestellt. 
Lel gilt als Liebesgott und Zwillingsgottheit. Da ältere Quellen fehlen, ist es aber unsicher, ob tatsächlich ein Gott dieses Namens in der vorchristlichen Zeit verehrt wurde. Der Name hat Eingang in russische Volkslieder gefunden, und er wird in der 10. Strophe des 5. Kapitels von Puschkins Versroman „Eugen Onegin“ erwähnt, wo es heißt: 
Tatjana löst die Seidenschließen

Des Gürtels, zieht sich aus und liegt

Im Bett, wo Lel ihr Haupt umfliegt.